# Karłosuseł
Karłosuseł (Xerospermophilus) – rodzaj ssaków z podrodziny afrowiórek (Xerinae) w obrębie rodziny wiewiórkowatych (Sciuridae). 

## Rozmieszczenie geograficzne
Rodzaj obejmuje gatunki występujące na pustynnych i stepowych terenach w Kalifornii oraz Meksyku.

## Morfologia
Długość ciała (bez ogona) 185–278 mm, długość ogona 55–112 mm; masa ciała 70–300 g.

## Systematyka
Rodzaj zdefiniował w 1892 roku amerykański zoolog Clinton Hart Merriam w artykule zatytułowanym Rozmieszczenie geograficzne życia w Ameryce Północnej ze szczególnym uwzględnieniem ssaków, opublikowanym w czasopiśmie „Proceedings of the Biological Society of Washington”. Gatunkiem typowym jest (oryginalne oznaczenie) karłosuseł okrągłoogonowy (X. tereticaudus).

### Etymologia
Xerospermophilus: gr. ξηρος xēros ‘suchy’; rodzaj Spermophilus F. Cuvier, 1825 (suseł).

### Podział systematyczny
Na podstawie badań filogenetycznych (2009) z rodzaju Spermophilus wydzielono nowy rodzaj Xerospermophilus i zgrupowano w nim cztery gatunki:
| Grafika | Gatunek                       | Autor i rok opisu    | Nazwa zwyczajowa          | Podgatunki         | Rozmieszczenie geograficzne | Podstawowe wymiary                          | Status IUCN |
| ------- | ----------------------------- | -------------------- | ------------------------- | ------------------ | --- | ------------------------------------------- | ----------- |
|         | Xerospermophilus mohavensis   | (C.H. Merriam, 1889) | karłosuseł pustynny       | gatunek monotypowy | endemit Stanów Zjednoczonych: północno-zachodnia pustynia Mohave i Owens Valley; zakres wysokości: 610–1800 m n.p.m.                                                                            | DC: 21–23 cm DO: 5,7–7,2 cm MC: 70–300 g    | NT          |
|         | Xerospermophilus tereticaudus | (S.F. Baird, 1858)   | karłosuseł okrągłoogonowy | 2 podgatunki       | ;południowe Stany Zjednoczone (południowa Nevada, południowa Kalifornia oraz zachodnia i południowa Arizona) i Meksyk (północna Kalifornia Dolna, Sonora i skrajnie północno-zachodnia Sinaloa) | DC: 20–28 cm DO: 6–11,2 cm MC: 110–170 g    | LC          |
|         | Xerospermophilus spilosoma    | (E.T. Bennett, 1833) | karłosuseł nakrapiany     | 13 podgatunków     | Stany Zjednoczone (na południe od południowo-wschodniego Wyomingu i południowej Dakoty Południowej) do Meksyku (na południe do Jalisco i Guanajuato); zakres wysokości: do 2100 m n.p.m.        | DC: 18,5–25 cm DO: 5,5–9,2 cm MC: 100–200 g | LC          |
|         | Xerospermophilus perotensis   | (C.H. Merriam, 1893) | karłosuseł znakowany      | gatunek monotypowy | endemit Meksyku: północno-wschodnie Puebla oraz skrajnie zachodni Veracruz; zakres wysokości: 2000–2700 m n.p.m.                                                                                | DC: 24–26 cm DO: 5,7–7,8 cm MC: brak danych | EN          |

Kategorie IUCN:  LC  – gatunek najmniejszej troski,  NT  – gatunek bliski zagrożenia,  EN  – gatunek zagrożony.